# Brandon Finnegan
Pour les articles homonymes, voir Finnegan.
Brandon Finnegan (né le 14 avril 1993 à Fort Worth, Texas, États-Unis) est un lanceur gaucher qui a joué pour les Royals de Kansas City et les Reds de Cincinnati dans la Ligue majeure de baseball entre 2014 et 2018.

## Carrière

### Royals de Kansas City

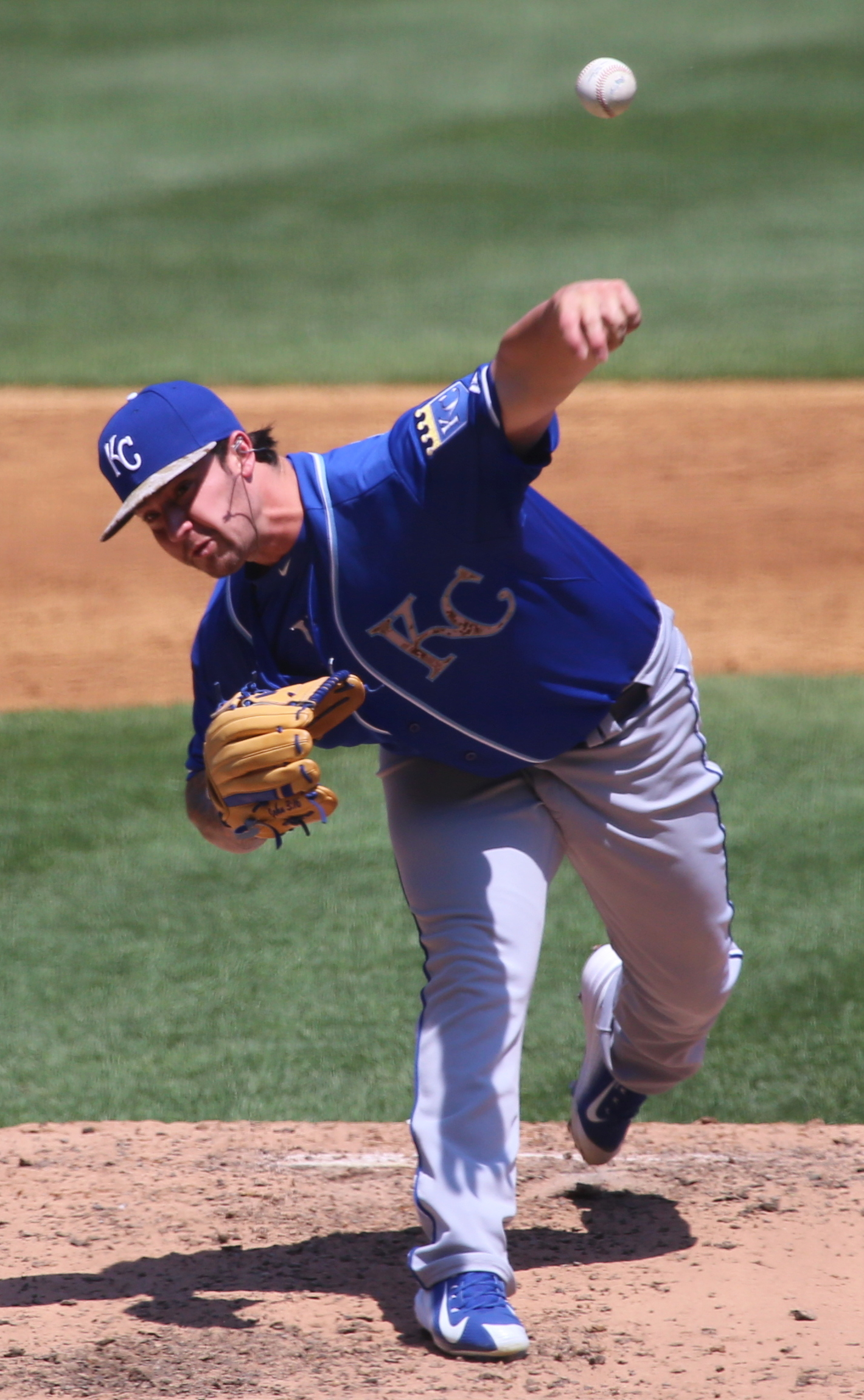
Brandon Finnegan en mai 2015 avec les Royals de Kansas City.

Joueur à l'école secondaire, Brandon Finnegan est repêché par les Rangers du Texas au 45e tour de sélection en 2011 mais ne signe pas de contrat avec le club et rejoint plutôt les Horned Frogs de la Texas Christian University. En 2013, il joue avec l'équipe collégiale nationale des États-Unis.
Finnegan est le 17e joueur sélectionné au total par un club du baseball majeur au repêchage amateur de 2014 et le choix de première ronde des Royals de Kansas City. La franchise lui accorde une prime de 2 200 600 dollars US à la signature de son premier contrat professionnel. Il met peu de temps à atteindre les Ligues majeures, et est le premier joueur repêché en première ronde en 2014 à atteindre le plus haut niveau. Après la signature de son contrat avec les Royals, il est assigné à leur club-école de niveau A+ pour 5 départs, avant de graduer au niveau Double-A des ligues mineures, où il apparaît dans 8 matchs comme lanceur de relève. Il fait ses débuts dans le baseball majeur le 6 septembre 2014 avec Kansas City en lançant deux manches parfaites en relève contre les Yankees de New York.

### Reds de Cincinnati
Avec les lanceurs gauchers des ligues mineures John Lamb et Cody Reed, Finnegan est échangé aux Reds de Cincinnati le 26 juillet 2015 contre le lanceur partant droitier Johnny Cueto.